# Burgher
Cet article concerne les colons en Afrique du Sud. Pour le groupe ethnique cingalais, voir Burgher (peuple).

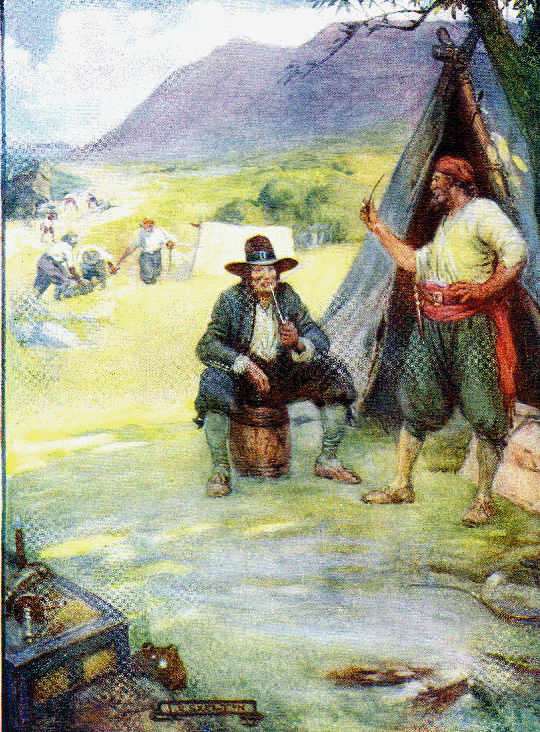
Représentation de Citoyens Libres de la région du Cap - illustration de Joseph Ratcliffe Skelton (1865-1927)

Un burgher désigne, à l'origine au XVIIe siècle, un « citoyen libre » installé à son compte dans la région du Cap de Bonne Espérance en Afrique du Sud. Ce citoyen libre est généralement un fermier d'origine européenne dont les productions sont, en pratique, destinées au poste d'approvisionnement de la compagnie néerlandaise des Indes orientales installé dans la ville du Cap. 
Ils sont les ancêtres des Trekboers, éleveurs itinérants qui parcourent l'intérieur de l'actuelle Afrique du Sud durant le XVIIIe siècle. 
Au XIXe siècle, à la suite du Grand Trek, le terme désigne les citoyens des républiques boers dans lesquelles les droits des Burghers sont limités aux hommes blancs, en particulier aux Boers, et refusés aux Africains noirs et également le cas échéant aux uitlanders, étrangers non néerlandophones.
La figure historique du Burgher est constitutive de l'identité afrikaner.

## Histoire

### Fondation du Cap
En 1652, la Compagnie néerlandaise des Indes orientales (Vereenigde Oostindische Compagnie ou VOC) installe dans la baie de la Table un poste de réapprovisionnement, qui deviendra la colonie du Cap. En 1657, neuf personnes obtiennent des concessions de terres avec le droit de les cultiver afin de fournir à la compagnie divers produits agricoles, inaugurant ainsi le système des vrijburgers,  vrye burghers ou free burghers (« citoyens libres ») : « C'est en 1657 que Jan van Riebeeck introduisit le système des burghers, en acceptant la démission de neuf employés de la Compagnie qui voulaient se lancer dans l'agriculture. Ainsi, ils devinrent les premiers colons fermiers du Cap et étaient connus sous l'appellation de burghers libres, car on leur avait donné la liberté de s'installer à leur propre compte en tant que fermiers, au lieu d'avoir à travailler directement pour la Compagnie. » Ils restent cependant dépendants de la VOC, devant passer par elle pour commercialiser leurs productions et ils sont tenus de rester vingt ans au moins sur les terres concédées. Vers 1660, leur nombre est estimé à une centaine de personnes, femmes et enfants compris. Une cinquantaine d'années plus tard, ils sont au nombre de mille environ,,. Stricto sensu, le terme burgher signifie « bourgeois » ; mais le terme ne renvoie pas à une condition économique, nombre de Burghers sont pauvres et les Trekboers ne résident pas dans des bourgs. Le terme connote d'abord un statut de citoyens libres partageant les mêmes droits et privilèges.

### Trekboers et colonie du Cap

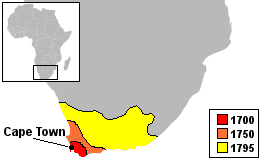
Expansion néerlandaise au XVIIIe siècle.

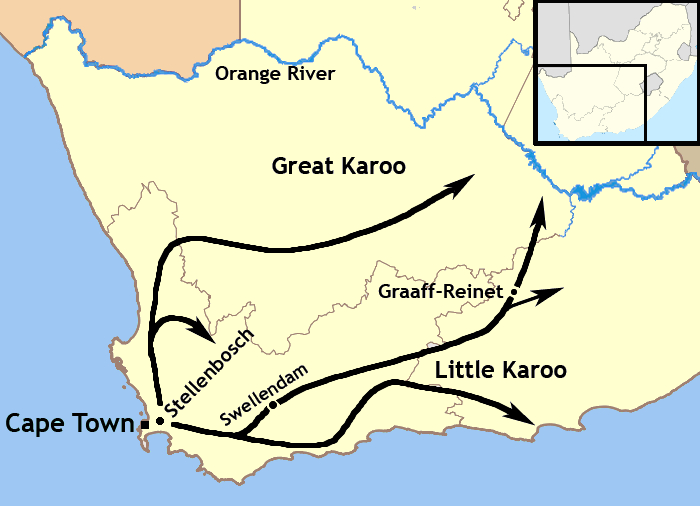
Les chemins de l'expansion des Trekboers.

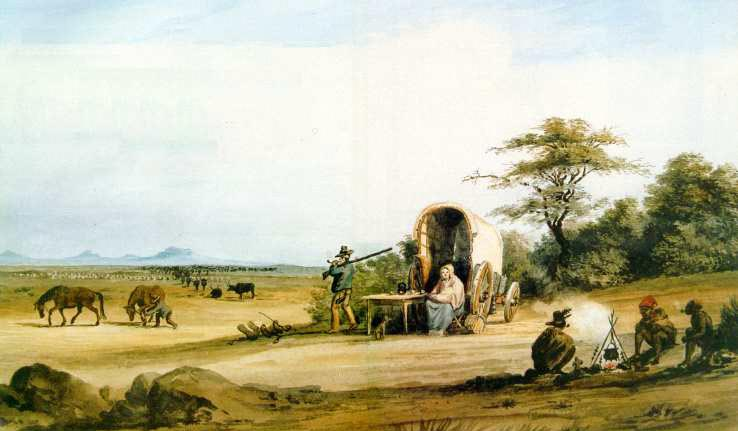
Trekboers dans le Karoo.

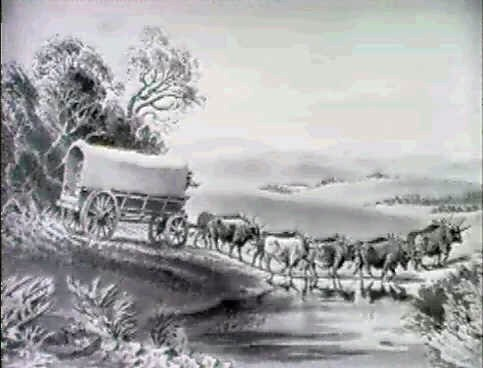
L'exode en chars à bœufs

Les free burghers sont le « fer de lance de l'expansion européenne en Afrique du Sud » et forment le noyau des Trekboers, agriculteurs semi-nomades qui, abandonnant progressivement l'agriculture pour se consacrer à l'élevage,, s'étendent en s'éloignant du territoire de ce qui deviendra la Colonie du Cap en 1691,. Ils peuplent progressivement l'intérieur des terres, fondant Paarl vers 1679, Stellenbosch vers 1680, Drakenstein vers 1687, Swellendam en 1745, Graaff-Reinet en 1786. Les débuts du XVIIIe siècle sont aussi les prémices de la revendication culturelle afrikaner,. À cette époque, parmi les Burghers, les riches fermiers des environs du Cap se distinguent par leur mode de vie des Trekboers, « rudes pasteurs de l'intérieur », lesquels développent lentement une culture originale, basée sur la langue afrikaans, sur la pratique d'un calvinisme rigoureux et sur le sentiment d'être supérieurs aux fonctionnaires de la VOC et aux populations négro-africaines, mais aussi sur un égalitarisme qu'on retrouvera dans les constitutions des républiques boers ultérieures. Les free Burghers sédentaires forment quant à eux le noyau de ce qu'on appellera les Boers (« paysans »), qui seront les acteurs (Voortrekkers), aux côtés des Trekboers, du Grand Trek qui amène, au XIXe siècle, à la formation des républiques boers. 
Les implantations des Trekboers, sur des terres prises aux autochtones Khoïsan, sont intégrées à la colonie du Cap et dotées d'une administration qui restera l'ossature de l'organisation urbaine d'Afrique du Sud pendant longtemps : un landdrost administre le district, assisté de plusieurs (quatre à huit) heemraden (« citoyens conseillers »), et d'un veldkornet, responsable de la milice locale, nommée kommando.

### Annexion britannique, Grand Trek et républiques boers
Entre 1795 et 1804, les Britanniques occupent l'Afrique du Sud. La colonie est restituée brièvement aux Néerlandais, entre 1804 et 1806 puis redevient territoire britannique, situation entérinée par le traité de Paris de 1814. En 1795, à la fin de la période de gouvernance par la VOC, la colonie abrite environ 15 000 colons et le nombre de Free Burghers adultes mâles surpasse dans un rapport de deux à un — et, compte tenu de l'ensemble des femmes et enfants, dans un rapport de quinze à deux —, la population des employés de la compagnie. Des tensions se font jour immédiatement entre Britanniques et colons néerlandophones,,. Sont notamment en cause les idées abolitionnistes prônées par les nouveaux dirigeants, qui minent l'organisation économique des Boers sédentaires et des Trekboers et la volonté de ces derniers de se développer économiquement, leur rejet de la langue anglaise et la volonté de préserver leur doctrine de « peuple élu » et, d'une manière plus générale, leur culture, fortement imprégnée de calvinisme,.
Les tensions entre les colons néerlandophones, le gouvernement de la colonie et les colons anglais qui commencent à arriver à partir de 1820, sur fond de guerres avec les autochtones Xhosa, amènent à un départ massif de ceux qu'on appellent les Voortrekkers ; ils sont 10 à 15 000, soit 10 % des néerlandophones blancs à partir sur les routes du Grand Trek à partir de 1835,. Beaucoup d'entre eux sont des Trekboers ; leur mode de vie facilite le fait d'entasser ses possessions dans un chariot et de quitter la colonie pour toujours.

## Droit dans les républiques boers
Les droits à la représentation politique (droit de vote notamment) et à la propriété foncière et immobilière sont collectivement désignés en anglais sous le terme de burgher rights. À l'époque de la fondation des républiques boers, le républicanisme anime les Voortrekkers : « […] les  idées  centrales  du  républicanisme  se développèrent à ce moment-là autour de l’idée d’une classe de Burgers libres, indépendants et propriétaires avec des droits, des devoirs et des privilèges qui excluaient de facto les Noirs. »
La première république boer à être créée est celle, éphémère, de Natalia, en 1839, après la bataille de Blood River,. Elle est organisée autour d'une assemblée populaire, le volksraad (« conseil du peuple ») composé de vingt quatre membres élus, et d'un conseil de guerre, le krygraad. L'organisation territoriale reprend celle de la VOC, un landdrost, administrateur du district, des heemraden, conseillers, un veldkornet, dirigeant des kommandos, élus par les Burghers. La région est reprise par la force par les Britanniques en 1842 et devient, en 1843, la colonie du Natal.
En 1852, après la convention de Sand River, la république sud-africaine ou « république du Transvaal » (1852–1902) est instituée. Elle réserve les burgher rights aux hommes blancs seulement, et l'interdit explicitement aux « personnes de couleur ». Une législation du Transvaal en 1858 n'autorise pas l'égalité entre Blancs et personnes de couleurs, que ce soit « à l'église ou dans l'État ». 
Dans l'État libre d'Orange, créé en 1854 à la suite de la convention de Bloemfontein , la constitution restreint ces droits aux résidents mâles blancs, tandis que les coloured (« métis ») ont cependant quelques droits en matière de propriété. 

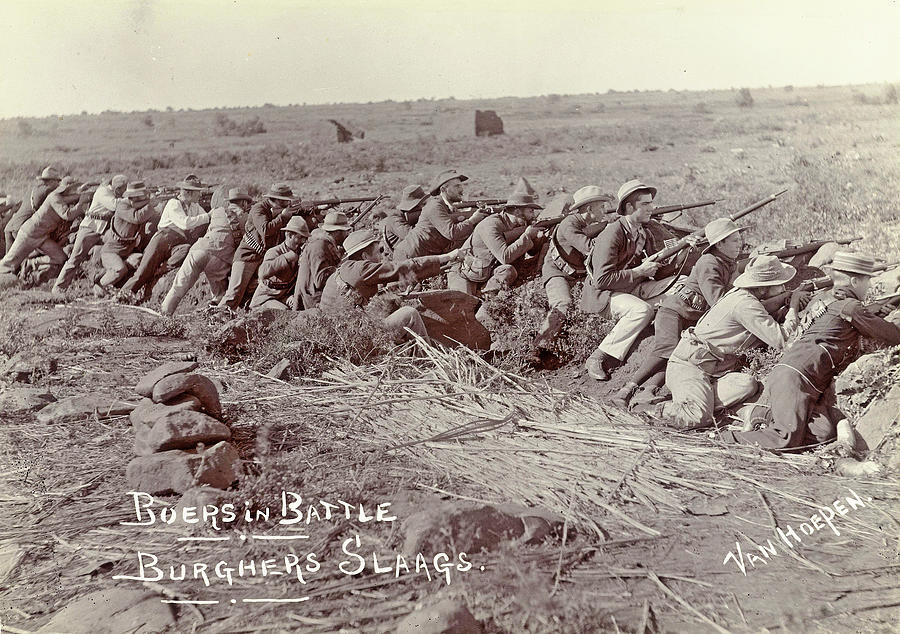
Boers en ordre de bataille, c. 1899-1902.

La découverte de diamant et d'or dans les années 1870, notamment au Transvaal, entraîne l'arrivée dans la région de nombreux étrangers, notamment britanniques ; ils deviennent, au fil des arrivées, plus nombreux que les Boers néerlandophones. On les appellent uitlanders (« étrangers »). Ces uitlanders demandent à devenir des citoyens libres du Transvaal, ce que le gouvernement de Paul Kruger refuse, craignant que leur nombre ne mette en péril l'indépendance de la république. Le problème des uitlanders et les tensions avec les Britanniques amènent au raid Jameson (1895) et, finalement, à la seconde guerre des Boers (1899-1902). 
Cependant, une Brigade irlandaise du Transvaal est mise en place quelques jours avant le début de cette guerre, qui lutte aux côtés des Boers contre les Britanniques. Elle est composée essentiellement d'Irlandais travaillant au Witwatersrand. Ces volontaires sont, à cette occasion, naturalisés par décret et deviennent des Burghers. Sous la direction de John MacBride, la brigade est renforcée par des volontaires venus d'Irlande via la baie de Delagoa (baie de Maputo en actuel Mozambique).

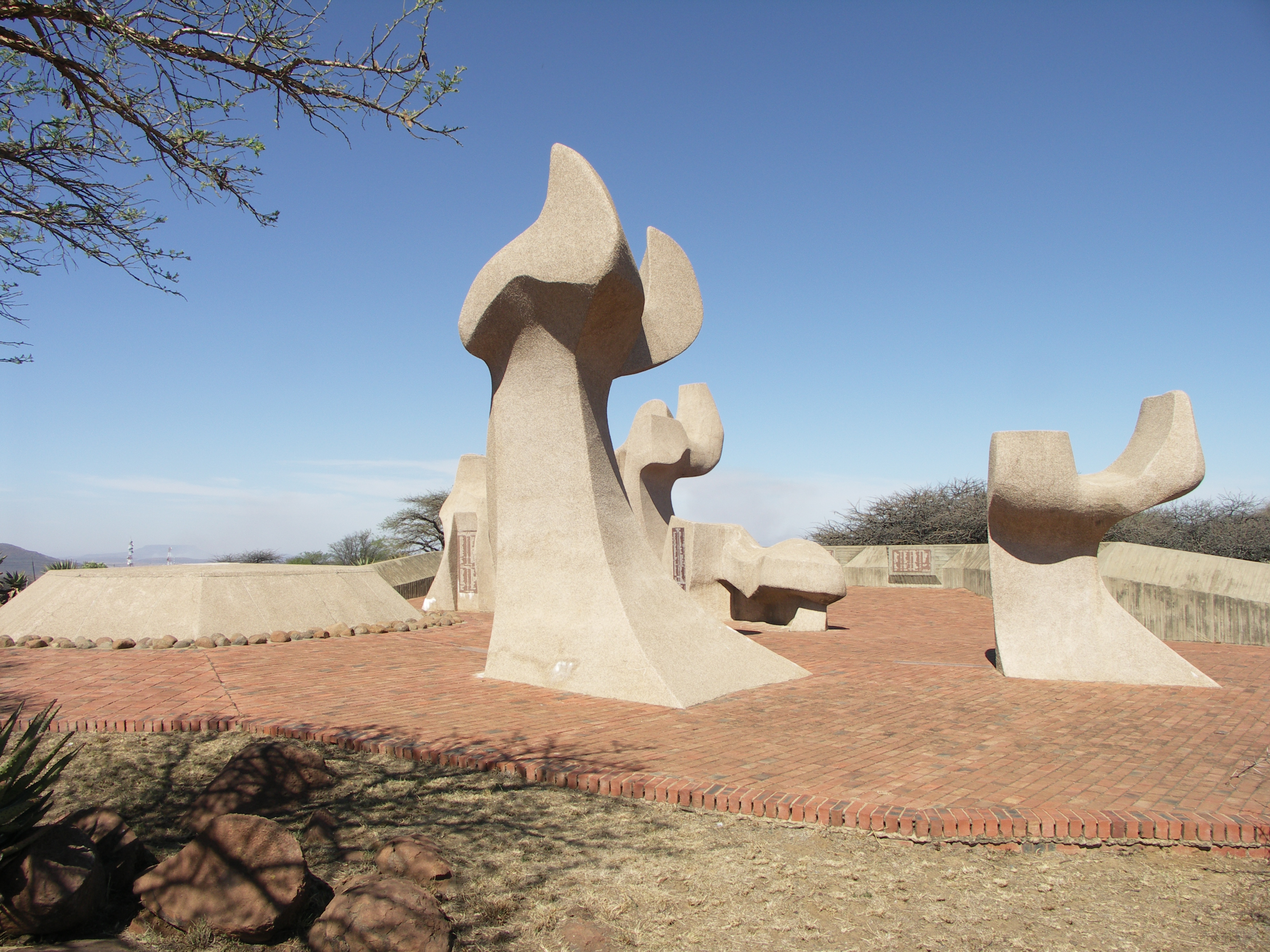
Wagon Hill Burgher Memorial.
Le mémorial, près de Ladysmith, commémore la mémoire de 781 Burghers mort durant la seconde guerre des Boers. Il contient les restes de 310 personnes.

Les autres « petites » républiques boers (Kommagas (1857), Steinkopf (1870), Concordia (1888)…) ne font pas autrement en matière de droits, n'accordant la citoyenneté (burgherskap) qu'aux Blancs, la refusant explicitement aux Noirs et au métis.
Les Burghers, à l'instar de l'organisation d'origine des Boers, sont des citoyens-soldats qui, de l'âge de seize à soixante ans, sont tenus de servir dans les kommandos, et doivent fournir leurs propres chevaux, armes et munitions (trente cartouches) ainsi que leurs propres rations alimentaires pour les dix premiers jours d'enrôlement.
À l'issue de la victoire britannique dans la seconde guerre des Boers, conclue par le traité de Vereeniging, les deux territoires deviennent, en 1902, la colonie du Transvaal et la colonie de la rivière Orange.

La figure du Burgher fait partie des mythes fondateurs de l'identité afrikaner.